# Anticòs neutralitzant

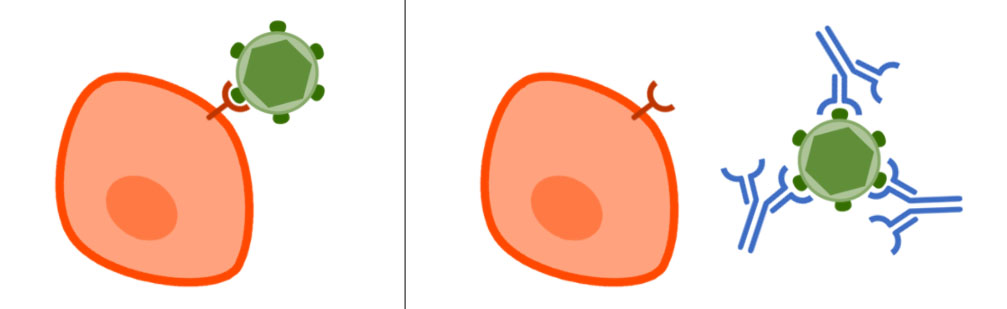
El fet de cobrir els antígens amb anticossos fa al microorganisme menys infecciós i menys patogen. A la imatge de la dreta, s'evita l'entrada del virus a la cèl·lula (com passaria en la imatge de l'esquerra) mitjançant la neutralització dels anticossos que s'uneixen al virus.

Un anticòs neutralitzant (NAb, provinent de l'acrònim en anglès Neutralizing Antibody) és un anticòs que inhibeix o bloqueja la toxicitat d'una toxina o la capacitat infectiva i la virulència d'un microorganisme, especialment víric. L'acció es basa en el fet que la interacció de l'anticòs amb l'antigen comporta un bloqueig o distorsió de l'antigen, de manera que es redueix o elimina la seva activitat biològica i, per tant, els seus efectes perjudicials. Les reaccions de neutralització es poden donar in vivo o in vitro.
Els mecanismes efectors de la neutralització o inactivació són activats per protegir l'organisme contra una varietat d'infeccions bacterianes i víriques. Els NAb són especialment importants en els compartiments anatòmics, en les llums dels òrgans mucosos i en els fetus, ja que representen el principal mecanisme de defensa. Els limfòcits i altres cèl·lules efectores no poden arribar en aquestes zones, en canvi els anticossos sí per mitjà de transport actiu.

## Principals anticossos neutralitzants
Els anticossos naturals IgG i IgA són els principals anticossos neutralitzants. Els IgG actuen a la sang i als teixits, donat a la seva facilitat de difusió en els fluids extracel·lulars. Els IgA són importants en les superfícies mucoses del cos.
Les IgM també poden actuar com a anticossos neutralitzants. Com que es troben presents en l'organisme molt abans que es doni la infecció viral són una eina de defensa molt útil en les primeres etapes d'una infecció de curs agut.

## Anticossos neutralitzants en infeccions víriques
Els NAb són part dels components principals de la resposta antiviral adaptativa. L'alta i ràpida producció de NAb durant l'etapa inicial en infeccions agudes pot modificar-ne el curs i fins i tot, evitar que s'arribin a produir. Per altra banda, quan es tracta d'infeccions cròniques, la seva producció és lenta i escassa i contribueixen a la immunitat anvitiral eliminant de forma contínua els virus presents en el compartiment extracel·lular. Davant l'extensa gamma d'infeccions virals, les respostes immunitàries de l'hoste poden ser molt diverses tant pel que fa a la cinètica, com per la magnitud dels anticossos neutralitzants.
Es creu que els NAb són el resultat d'un procés de mutacions contínues produïdes durant la hipermutació somàtica. No hi ha evidències que siguin seleccionats preferiblement en comparació als no neutralitzants i per tant, davant la majoria de les infeccions virals, tan sols una petita proporció dels anticossos generats actuaran com a tals.

### Mecanismes de neutralització de virus
La neutralització viral està definida com la reducció o l'eliminació de la infectivitat viral per la unió dels anticossos a la superfície de virions, bloquejant un pas imprescindible del cicle de replicació viral; com la unió als receptors de superfície cel·lulars o als coreceptors, l'endocitosi, la fusió, la penetració o la pèrdua de la càpsida. En tot cas ha de bloquejar passos precedents a la transcripció o síntesis.
- Inhibició de la unió del virió a la cèl·lula diana: La unió del virus a les cèl·lules diana per receptors o molècules auxiliars és un pas necessari a totes les replicacions cel·lulars.[9] Els NAb poden o bé unir-se a un epítop que integra el domini d'una proteïna viral reconegut pel receptor cel·lular o crear un impediment estèric que eviti la unió dels lligands virals als seus receptors cel·lulars, sense necessitat que hagi d'haver una unió concreta amb l'epítop.[5] Si es bloquegen les proteïnes de la superfície viral (espícules), s'evita que el virus pugui unir-se als receptors cel·lulars i d'aquesta manera s'impedeix la infecció.[10] L'agregació pot ser un mecanisme de neutralització en què es redueix el nombre de cèl·lules que poden conferir a virions.[11] A més,afavoriria la detecció dels virions, sent més fàcilment fagocitats.[9]
- Desestabilització de l'estructura del virió: L'anticòs imita a un receptor de membrana cel·lular i se li uneix un virió. Li produirà un trencament de la càpsida i l'alliberació prematura del genoma a l'espai extracel·lular.[9]
- Inhibició de l'entrada del virus a la cèl·lula diana: Els virus amb embolcall entren a la cèl·lula per fusió de les membranes viral i cel·lular. Aquest procés s'activa a pH baix o per la unió a receptors cel·lulars. Els anticossos inhibeixen la fusió de les dues membranes a través de la unió amb les glicoproteïnes específiques de la superfície viral.[9]
- Inhibició d'esdeveniments post-entrada: Els virus sense embolcall generalment entren per vía endocítica. Els anticossos no poden travessar la membrana plasmàtica però sí en forma de complex virió-anticòs. Aquest entrarà en forma d'endosoma, i per la via lisosomàtica es degradarà.[9] Recentment s'ha descobert que el complex permet la unió de TRIM21, un anticòs que intervindrà en la ubiquitinació, marcant-lo perquè sigui enviat al proteosoma i ser degradat.[7]

### Factors determinants de l'eficàcia dels anticossos neutralitzants
Alguns epítops virals poden expressar-se de forma críptica, amagats en plecs interns de la molècula, determinant que només siguin accessibles en certs estadis del procés infecciós. També es pot donar que alguns d'ells presentin un alt contingut en glúcids, interferint en el seu reconeixement. A més, els virus poden variar les seqüències d'aminoàcids dels seus epítops i així evadir l'acció dels anticossos neutralitzants.
Alguns factors que influeixen en l'eficàcia del NAb són:
- Densitat d'antígens a la superfície del virus
- Espai entre epítops (segons l'isotipus d'anticòs podrà fer unions multivalents)
- Moviment dels antígens per la superfície del virus
- Accessibilitat dels epítops
- Isotipus de l'anticòs
- Afinitat anticòs - epítop

### Anticossos àmpliament neutralitzants
Per tal d'escapar-se dels anticossos neutralitzants, alguns virus RNA, han desenvolupat mecanismes com les hiperglicosilacions en les cares exposades o hipermutacions en regions no essencials. Degut a l'alta varietat antigènica i serotípica que han aconseguit gràcies a aquests mecanismes, ja no poden ser dianes per a la immunització tradicional, tant activa com passiva. Ara bé, existeixen certes zones que no poden veure's modificades, com per exemple els llocs d'unió a receptors i els anticossos que les reconeixen poden actuar sobre un gran nombre de soques. Aquests anticossos s'anomenen anticossos àmpliament neutralitzants.

## Anticossos neutralitzants en infeccions bacterianes
Els anticossos neutralitzants tenen un paper important enfront de les toxines bacterianes. Per exemple, neutralitzen a la toxina diftèrica impedint la seva unió a les seves cèl·lules diana. De la mateixa manera també poden neutralitzar factors i enzims que actuen com a promotors de la disseminació, com la hialurodinasa que degrada la matriu extracel·lular, o interferir en la mobilitat dels bacteris unint-se als flagels.
Una funció important de les IgA és impedir la unió entre els bacteris i les cèl·lules epitelials de les superfícies externes i mucoses, mitjançant la inhibició de determinats factors que promouen l'adherència. Un exemple són els anticossos contra les proteïnes M dels estreptococs del grup A, que confereixen immunitat específica contra la faringitis estreptocóccica. En el cas de Vibrio cholerae, les IgA contra els seus liposacàrids inhibeixen l'adherència bacteriana a la paret intestinal i les IgA contra la seva toxina bloquegen la unió al seu receptor, evitant d'aquesta manera la producció de diarrea aquosa.
També és probable que alguns anticossos dirigits contra la superfície bacteriana tinguin la capacitat de bloquejar determinades funcions essencials de l'organisme, com la unió a compostos transportadors de ferro o la ingesta de nutrients, per bloqueig de mecanismes de transport i receptors.

### Neutralització de toxines bacterianes
La immunitat contra malalties com la diftèria depèn de la producció d'anticossos específics que inactivin les toxines que produeix el bacteri. La toxina ha d'interactuar específicament amb una molècula de la superfície de la cèl·lula diana, que actua com a receptor.
La majoria de toxines són actives a concentracions nanomolars, per exemple, una sola molècula de toxina diftèrica pot matar una cèl·lula. Per tant, els anticossos han de ser capaços de difondre entre els teixits i unir-se ràpidament i amb alta afinitat a la toxina.
La inactivació de les toxines és resultat o bé de la competència directa entre l'anticòs i la molècula diana, o bé per inducció de conformacions incompatibles amb la funció de la toxina. Els anticossos neutralitzants s'uneixen al lloc d'unió de la toxina, evitant la unió de la toxina a la cèl·lula i protegint-la de l'atac tòxic. Un cop neutralitzat, el complex toxina-anticòs és incapaç d'unir-se als receptors de la cèl·lula diana i de penetrar a la cèl·lula, i serà ingerit pels macròfags. Un anticòs capaç de neutralitzar una toxina o un antisèrum que conté anticossos que neutralitzen una toxina s'anomena antitoxina.

## Aplicacions dels anticossos neutralitzants
Les reaccions de neutralització van ser descrites per primera vegada l'any 1890, quan es va observar que la presència d'anticossos neutralitzants específics en el sèrum immunològic neutralitzava les toxines produïdes per Corynebacterium diphtheriae, agent etiològic de la diftèria. Aprofitant aquesta propietat es van desenvolupar antitoxines per a proporcionar immunitat passiva contra toxines produïdes per certs patògens causants de malaltia, com la diftèria, el tètanus i el botulisme.
Les aplicacions terapèutiques de les reaccions de neutralització van donar lloc al seu ús com a proves diagnòstiques, útils per determinar la presència de NAb en el sèrum del malalt o per la identificació de virus. Per exemple, la prova de neutralització in vitro es basa a detectar la presència o absència d'efectes citopàtics en cultius cel·lulars o en ous embrionats: si el sèrum conté NAb contra el virus en concret, aquests impedeixen que el virus infecti les cèl·lules del cultiu, pel qual no s'observen efectes citopàtics. Un altre exemple és la prova d'inhibició de l'hemaglutinació viral, que s'utilitza en el diagnòstic de la grip, el xarampió, la parotiditis epidèmica i diverses infeccions causades per virus amb capacitat d'aglutinar eritròcits. Si el sèrum d'un individu conté anticossos contra aquests virus, els neutralitzaran i, per tant, no s'observarà hemaglutinació.

### Aplicacions terapèutiques dels anticossos neutralitzants
Els anticossos neutralitzants ofereixen la possibilitat de crear vacunes preventives contra certes malalties víriques. L'objectiu d'una vacuna eficient és un augment de la fracció de cèl·lules B de memòria que produeixin NAb. Alguns exemples d'aquesta aplicació són els següents:
- VIH-1: la diana dels NAb en el VIH-1 és el complex Env, present en la membrana viral. El component gp120 d'aquest complex és el que estableix relació amb CD4 i els coreceptors CCR5 o CXCR4 en macròfags i cèl·lules T CD4+. El VIH-1 té una gran diversitat genètica i el gen Env és el més variable. A més, ha evolucionat de tal manera que les regions conservades i, per tant, més vulnerables, estiguin amagades. Alguns dels mecanismes emprats per esquivar la neutralització són: emmascarament conformacional dels epítops vulnerables, substitucions, insercions o delecions d'aminoàcids (en els loops variables especialment) i canvis en glúcids de la càpsula, sense que es vegi afectada la replicació. El VIH-1 es caracteritza per diferir sensitivament a la neutralització: es classifiquen en tres grups, sent l'1 el més sensible i el 3 el més resistent.[6]
- Grip: la diana dels NAb en el virus de la influença és el cap globular de la molècula d'hemaglutinina la qual s'uneix a residus terminals d'àcid siàlic dels carbohidrats de certes glicoproteïnes localitzades en les cèl·lules epitelials del tracte respiratori.[4][6]
- Hepatitis C, Dengue i Virus del Nil Occidental: les dianes dels NAb en aquests Flavivirus són les proteïnes de l'embolcall.[6]

La teràpia amb antitoxines s'utilitza per a tractar malalties causades per exotoxines bacterianes, com per exemple el botulisme, el tètanus i la diftèria.
- Antitoxina tetànica: S'administra l'antisèrum per immunitzar passivament a un individu que se suposa que ha estat exposat a Clostridium tetani.[2]
- Antitoxina diftèrica: La toxina diftèrica s'uneix a la superfície cel·lular mitjançant la subunitat B i després introdueix la subunitat A a l'interior del citoplasma de la cèl·lula diana, provocant la inhibició de la síntesi proteica. L'antitoxina bloqueja el seu efecte tòxic inhibint l'entrada de la subunitat A o la unió del fragment B als receptors cel·lulars.[10]

Per a prevenir o tractar la diftèria o el botulisme s'utilitzen antitoxines que provenen de cavalls. Per tant, certes antitoxines produïdes en un animal poden ser injectades en humans per proporcionar immunitat passiva.
També s'han generat anticossos neutralitzants contra toxines presents en el verí d'insectes o altres animals.